# Radomir Antić
Pour les articles homonymes, voir Antic.
Radomir Antić, né le 22 novembre 1948 à Žitište en Yougoslavie (aujourd'hui en Serbie) et mort le 6 avril 2020 à Madrid en Espagne, est un footballeur yougoslave puis serbe reconverti en entraîneur. 
Comme joueur, il évoluait au poste de défenseur, notamment avec le Partizan de Belgrade dans les années 1970. Il a également joué en Turquie, en Espagne et en Angleterre. Radomir Antić dispute un match avec l'équipe de Yougoslavie en 1973.

## Biographie

### Carrière de joueur
Radomir Antić évolue dans quatre pays différents.
Il joue notamment 181 matchs en première division yougoslave, inscrivant neuf buts, 58 matchs en première division espagnole, pour sept buts, et 46 matchs en première division anglaise, pour trois buts. Son palmarès de joueur est constitué d'un titre de champion de Yougoslavie, et d'un titre de champion de Turquie.
Au sein des compétitions européennes, il dispute deux matchs en Coupe d'Europe des clubs champions, et sept en Coupe de l'UEFA.
Il reçoit sa seule et unique sélection en équipe de Yougoslavie le 26 septembre 1973, lors d'un match amical contre la Hongrie, à Belgrade (1-1).

### Carrière d'entraîneur
Comme entraîneur, son plus grand succès est le doublé Coupe-Championnat obtenu en 1996 avec l'Atlético de Madrid. Radomir Antić est le seul entraîneur de l'histoire à avoir entraîné à la fois le FC Barcelone, le Real Madrid et l'Atlético de Madrid. Il est aussi un des deux seuls à avoir entraîné le FC Barcelone et le Real Madrid (l'autre étant Enrique Fernández Viola).
Après avoir effectué presque toute sa carrière d'entraîneur dans des équipes espagnoles, Radomir Antić officie comme sélectionneur de la Serbie entre 2008 et 2010. Il dirige la sélection serbe sur un total de 29 matchs, notamment lors du mondial 2010 organisé en Afrique du Sud.
En décembre 2012, il est recruté par le club chinois de Shandong Luneng.
Il est aussi consultant sur la TVE.

## Palmarès de joueur

### Avec le Partizan de Belgrade
- Champion de Yougoslavie en 1976

### Avec Fenerbahçe
- Champion de Turquie en 1978

### Avec Luton Town
- Champion d'Angleterre de D2 en 1982

## Palmarès d'entraîneur

### Avec le Partizan de Belgrade
- Champion de Yougoslavie en 1986 et 1987

### Avec l'Atlético de Madrid
- Champion d'Espagne en 1996
- Vainqueur de la Coupe d'Espagne en 1996

### Distinction personnelle
- Prix Don Balón de meilleur entraîneur de la Liga en 1996.

## Statistiques

### Comme sélectionneur de l’équipe de Serbie
| Serbie | 6 septembre 2008 | 15 | 11 | 1 | 3 | 74 % | 6 % | 20 % |

Dernière mise à jour le 10 octobre 2009